# Öresundsförbindelsen
Öresundsförbindelsen eller Öresundsbron (danska: Øresundsforbindelsen eller Øresundsbroen) är en 15,9 km lång fast förbindelse över och under Öresund, mellan Malmö (Lernacken, Limhamn - Bunkeflo) och Köpenhamn (Kastrup - Amager) som öppnade 1 juli 2000. 
Förbindelsen består av en 7,8 km lång brodel med tillfarter; Öresundsbron. De omkring 4 km närmast Danmark utgörs av en tunnel, eftersom spannet på en högbro hade varit en fara för flygtrafiken vid Kastrups flygplats. Som övergång från bro till tunnel tillskapades ön Pepparholm med en längd av cirka 4 km.
Förbindelsen består av motorväg och dubbelspårig järnväg. Motorvägen utgör en del av E20 och järnvägen en del av Öresundsbanan. Den genomsnittliga trafikmängden 2014 var cirka 20 000 fordon och 33 000 tågpassagerare per dygn. Jämfört med innan bron byggdes har trafikmängden femfaldigats.

## Historik
Genom åren har ett flertal förslag om en fast förbindelse över sundet funnits. Ett av de mest radikala var att fördämma sundet och sedan länspumpa för att skapa land för bebyggelse. Idéer om att bygga en bro mellan Sverige och Danmark fanns redan under andra halvan av 1800-talet. År 1954 tillsattes den första Öresundsdelegationen för att utreda förutsättningarna för en broförbindelse. Delegationen föreslog i sitt slutbetänkande 1962 en 53 meter hög bro av armerad betong. Kostnaden beräknades till 600 miljoner kronor och skulle finansieras av en broavgift på 15 kronor.
Den svenska regeringen lade fram en proposition om broförbindelse 1991. Man valde under planeringen för Öresundsförbindelsen mellan läget Helsingborg–Helsingör och Malmö–Köpenhamn (Limhamn–Amager). Man såg dock en stor fördel i att prioritera förbindelsen mellan de större centralorterna Köpenhamn och Malmö. Mot Helsingborg–Helsingör talade möjligtvis också svårigheter att lösa genomfartstrafiken i kommunerna på danska sidan, och att tunneln trots städernas närhet ändå fått vara lång, beroende på bebyggelsens läge och sundets djup, 41 m, dessutom med geologiska svårigheter. En Helsingborg-Helsingörs-tunnel finns dock fortfarande med i infrastrukturplaneringen.

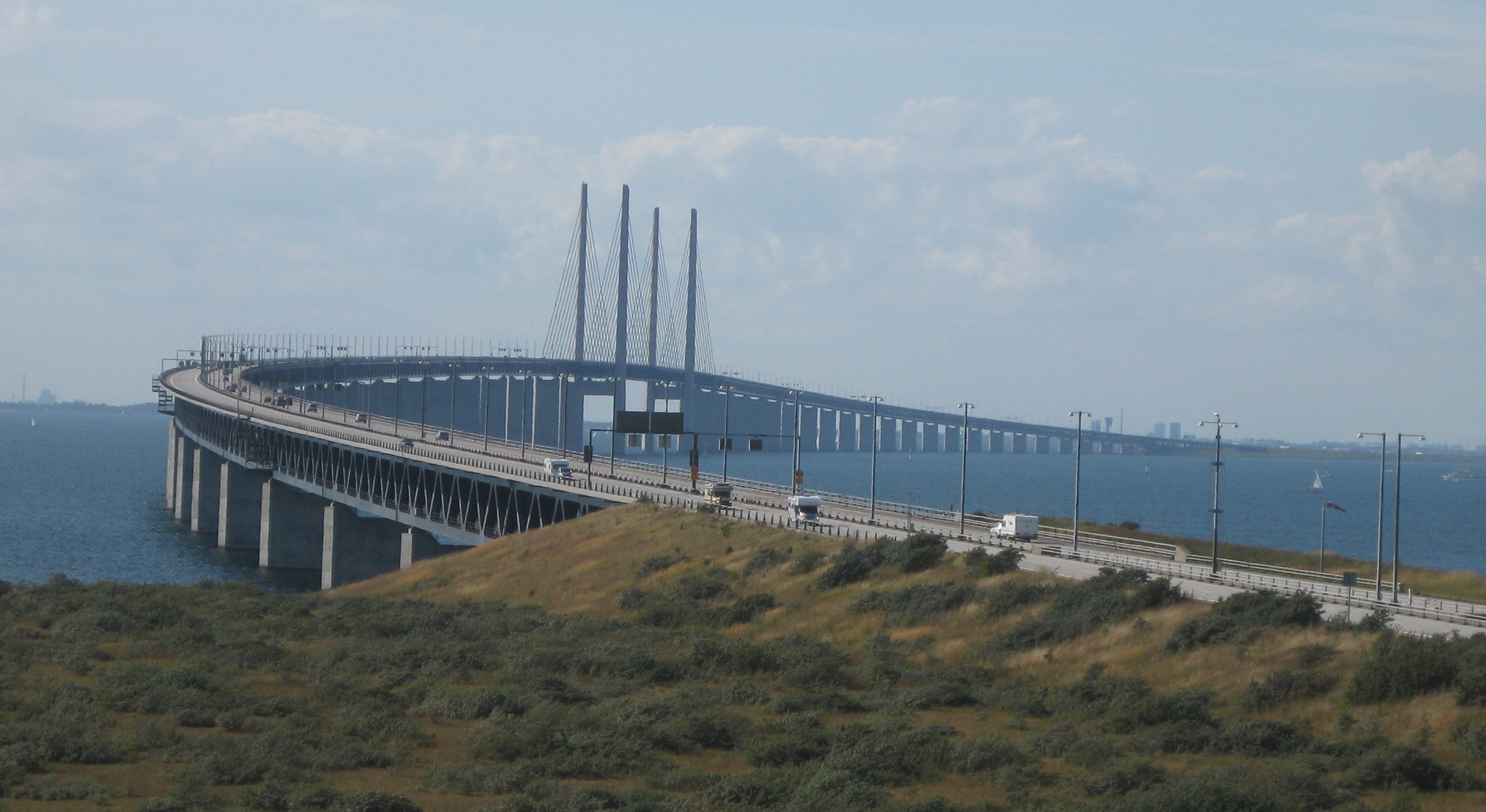
Öresundsbrons anslutning på den svenska sidan.

Öresundsförbindelsen kostade drygt 20 miljarder kronor. Till detta kommer anslutningar på land för runt 10 miljarder fram till år 2000, och senare 10 miljarder för Citytunneln. Bygget påbörjades den 18 oktober 1995. EU har bidragit med 1,4 miljarder till bron och de landanslutningar som byggdes fram till år 2000. Resten betalades med lån tagna av brobolaget med statsgaranti. Lånen ska finansieras med broavgifterna.
Främst i Danmark men även Sverige fanns under byggets gång ett intresse för att lägga till en cykelbana till en kostnad av 210 miljoner (estimat av DTU) men brobolagets svenska avdelning sade nej.

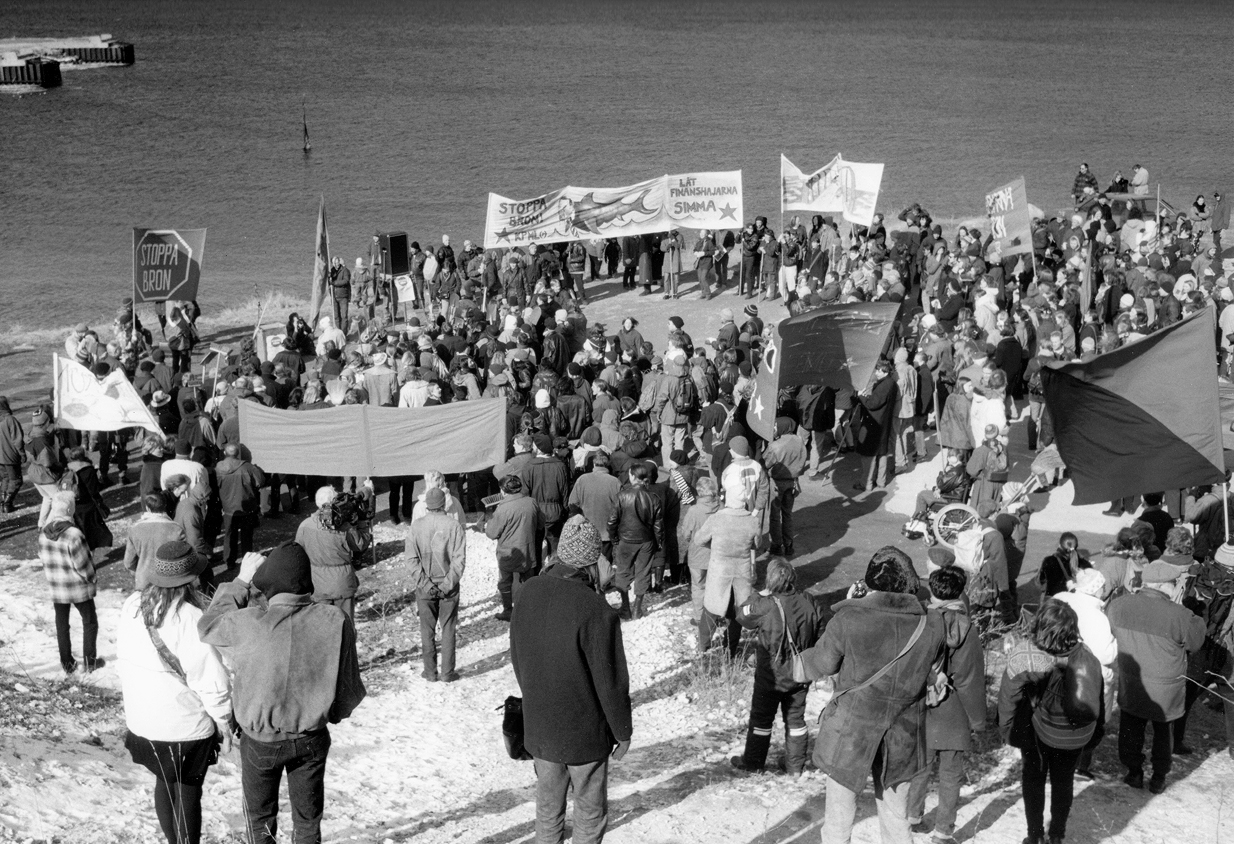
Miljörörelsen "Stoppa Bron" vid en av många manifestationer vid Lernacken (brofästet) i Malmö våren 1993.

Förbindelsen invigdes den 1 juli 2000 av kung Carl XVI Gustaf av Sverige och drottning Margrethe II av Danmark. I samband med invigningen genomfördes även en löptävling kallad Broloppet och tidigare samma sommar hade även privatpersoner fått chansen att vandra över bron. Man tror att bron ska vara betald 2030.

### Debatt före och under byggandet
Bron var ett återkommande inslag i svensk politisk debatt under decennier. Många debattörer motsatte sig byggandet av miljöskäl, då konsekvensen av bron ansågs vara "att vägtransporterna fortsätter att öka snabbt", som Naturskyddsföreningens generalsekreterare Anders Wijkman skrev 1990. För Centerpartiet var bromotståndet länge en central fråga. Partiledaren Olof Johansson avgick ur Carl Bildts regering i protest mot bron. Sedan förbindelsen byggts har dock kritiken närmast tystnat.

## Infrastruktur
Öresundsförbindelsen omfattar en 7,8 km lång bro (Öresundsbron), en 4,1 km lång konstgjord ö (Pepparholm) samt en 4,1 km lång tunnel (Drogdentunneln). Bron förbinder Pepparholm med svenskt fastland, medan tunneln förbinder Pepparholm med danskt fastland. Hela förbindelsen är 15,9 km lång.

### Öresundsbron

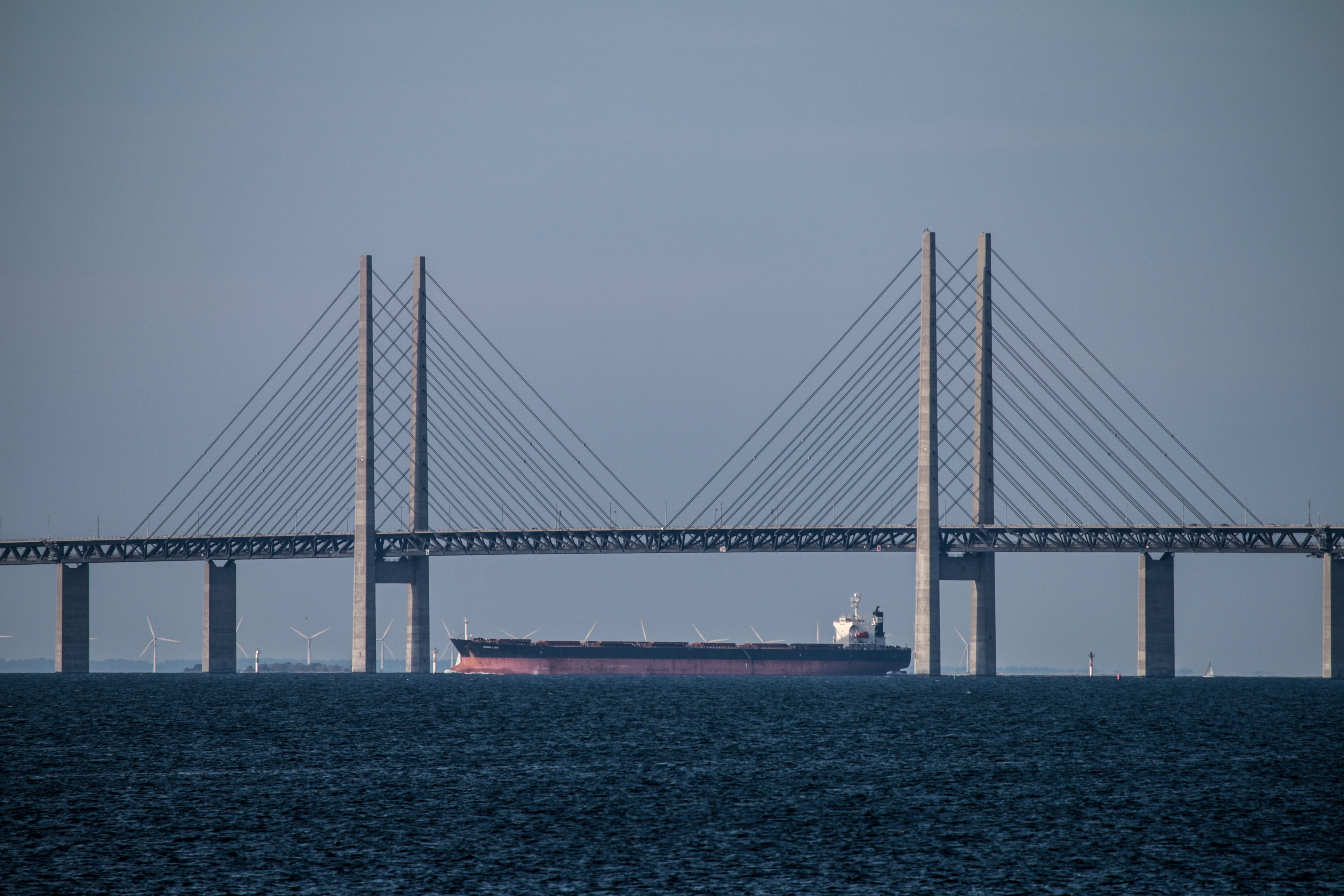
Högbron passeras av ett lastfartyg.

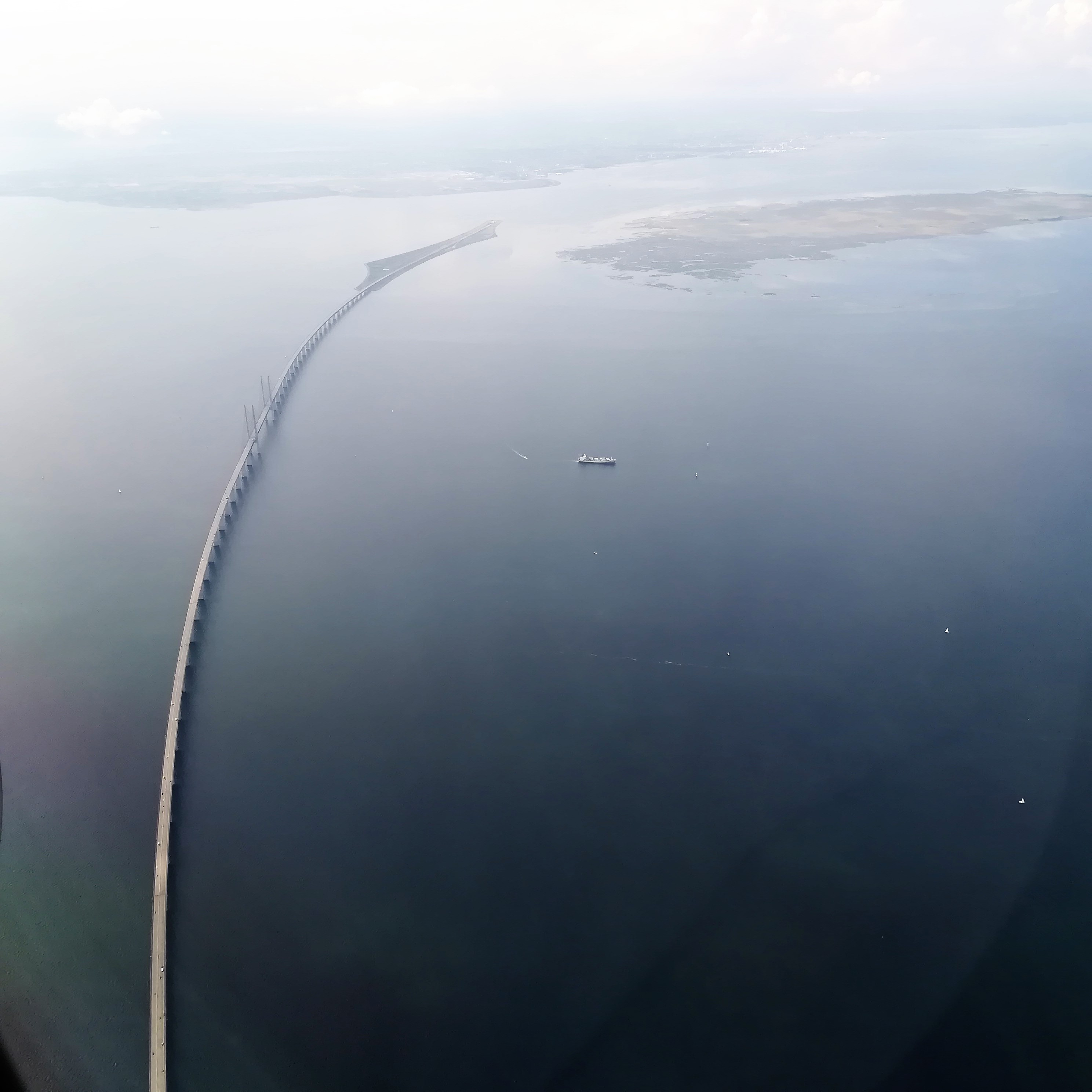
Flygfoto av Öresundsbron

Öresundsbron består av tre delar och är totalt 7 845 m lång, varav 5,35 km ligger på den svenska sidan. Högbron består av en 1 092 m lång snedkabelbro, vars pyloner är 203,5 m höga. Högbron har en segelfri höjd av 57 m över farleden Flintrännan. I öster är högbron ansluten till Lernacken, söder om Malmö, genom en 3 739 m lång tillfartsbro. I väster är högbron ansluten till Pepparholm genom en 3 014 m lång tillfartsbro.
Bron består av två plan, med motorvägen på det övre planet och järnvägen på det undre. Öster om bron går motorvägshalvorna isär och järnvägen dyker upp mellan körfälten. Järnvägen går mellan körfälten förbi betalstationen samt ytterligare några km österut, där den ansluter till Citytunneln. Till skillnad från till exempel Golden Gate-bron saknas möjlighet för cyklister och fotgängare att använda bron.
Brons officiella namn (Øresundsbron) är en kombination av svenskans Öresundsbron och danskans Øresundsbroen. I de flesta sammanhang används dock antingen det svenska eller det danska namnet.

### Pepparholm

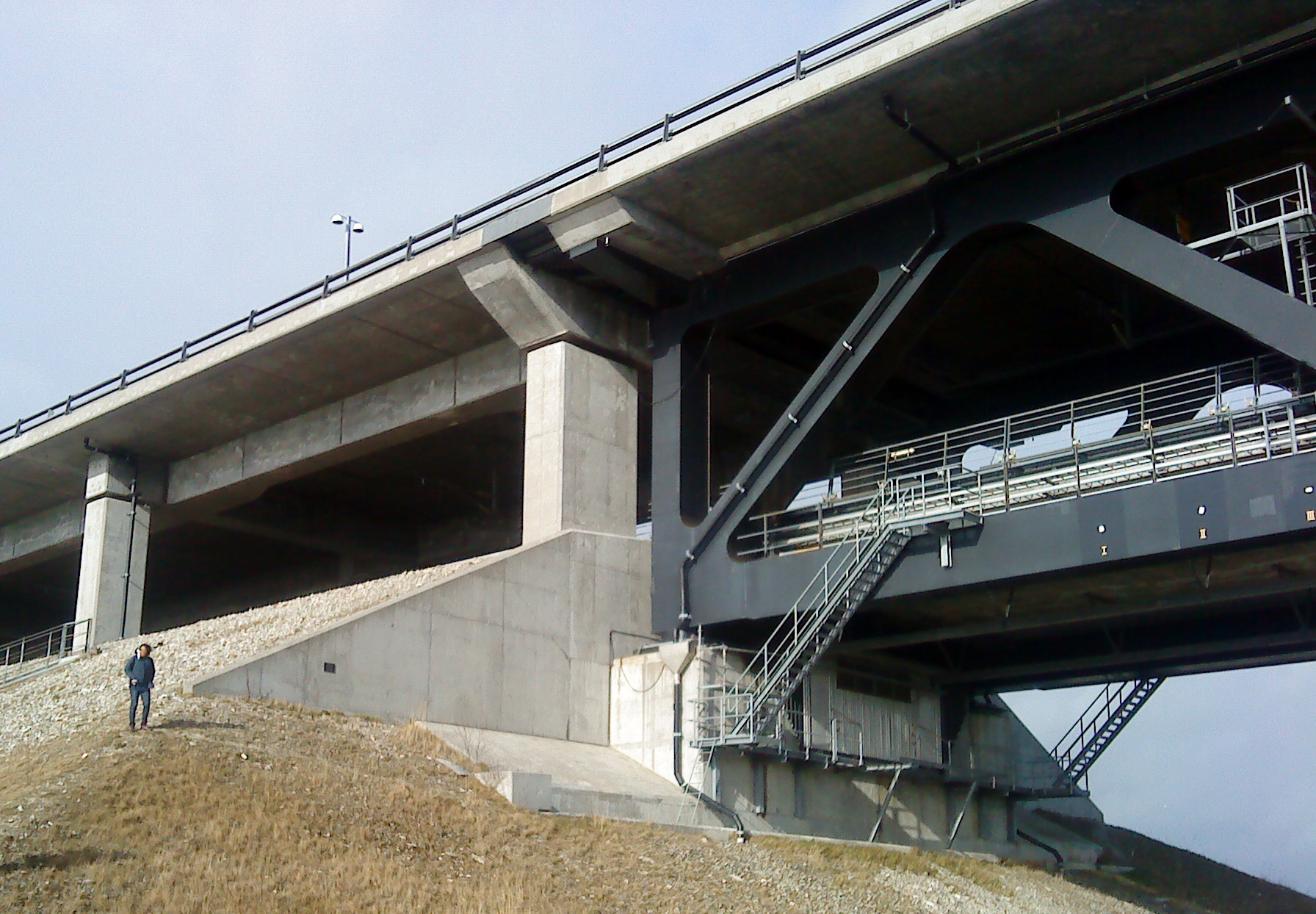
Öresundsbrons brofäste på Pepparholm.

Den västra delen av Öresundsbron ansluter till Pepparholm, en 4 055 m lång konstgjord ö, strax söder om Saltholm på den danska sidan. Ön byggdes av uppmuddrat material från bottnen av Öresund och andra ställen. Bland annat kom stora stenar från ett bergrumsbygge i Kungshamn, Bohuslän, att kanta ön tillsammans med lokal skånsk sten från Dalby.
På Pepparholm svänger järnvägen ut från motorvägen och går parallellt med motorvägen ner i Drogdentunneln. På ön finns en krysstation där tågen kan växlas mellan de två spåren. Avfarter förbinder motorvägen med vägar som är avsedda för underhållsarbete på ön. Därutöver finns en helikopterplatta på ön avsedd för nödsituationer, till exempel i händelse av en allvarlig trafikolycka.
Pepparholm utgör ett naturreservat och besök från allmänheten är som regel inte tillåtet utanför motorvägen. Ön har tillåtits utveckla sin egen natur utan aktiva ingrepp från människan. Flera sällsynta arter har etablerat sig på ön.

### Drogdentunneln

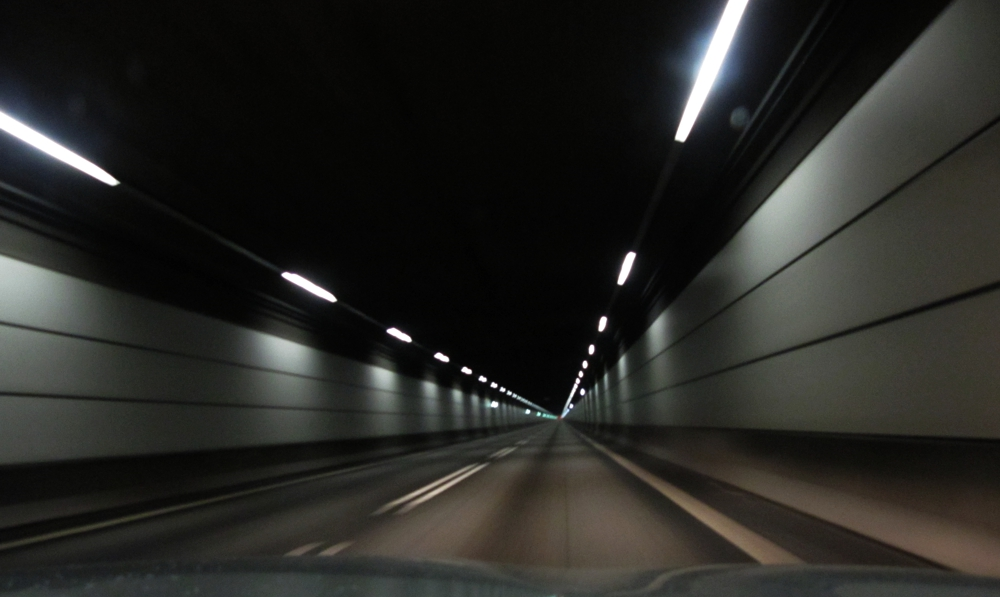
Drogdentunneln

Schematiskt tvärsnitt av tunneln med de fyra olika rören.

Från Pepparholm går motorvägen och järnvägen ner under farleden Drogdenrännan genom den 4 050 m långa Drogdentunneln till det danska fastlandet. Tunneln kommer upp på Amager vid Kastrups flygplats.
Huvudanledningen till att förbindelsen fortsätter under vattnet, och inte på en bro ovan, är att en bro skulle utgöra en risk för flygtrafiken till och från Kastrups flygplats.
Mittpartiet av tunneln består av en sänktunnel som är 3 510 m lång. Vid nedfarten till tunneln viker järnvägen in och lägger sig alldeles intill motorvägen. Tunneln består av fyra separata rör som ligger horisontellt intill varandra. Två av dem är avsedda för motorvägen och två är avsedda för respektive spår. Av säkerhetsskäl får godståg som medför farligt gods inte befinna sig i ett och samma tunnelrör samtidigt som andra tåg, vilket minskar kapaciteten något.

### Öresundsbanan

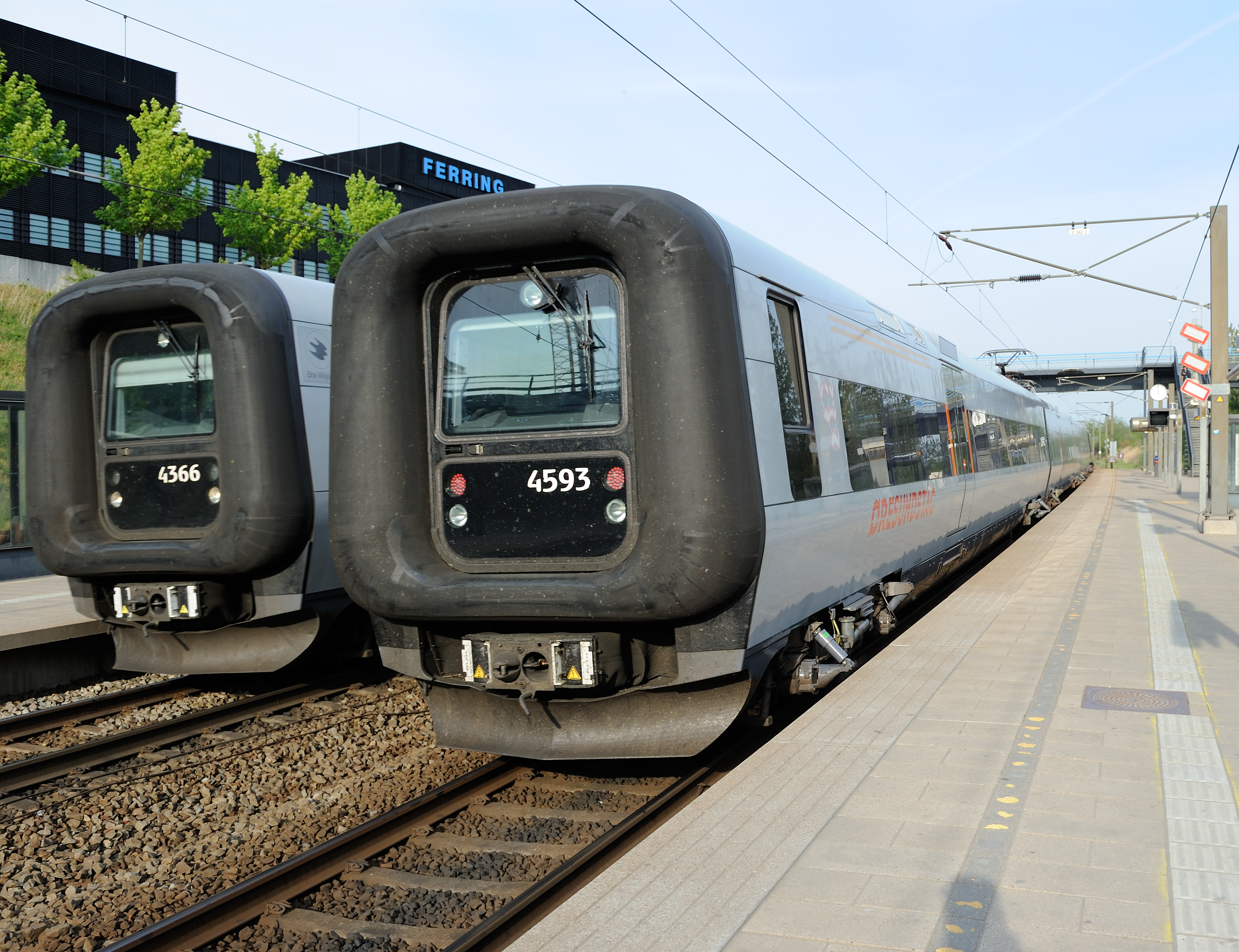
Öresundståg på Öresundsbanan vid Ørestad på väg till och från förbindelsen.

Öresundsbanan är en dubbelspårig järnväg med normalspår (1435 mm) som sträcker sig över Öresundsförbindelsen. Banan trafikeras huvudsakligen av Öresundståg, men även av gods- och fjärrtåg. Eftersom olika signal-, styrnings- och elsystem används på dansk och svensk järnväg måste tågen som kör över förbindelsen vara anpassade för dubbla system. Svensk järnväg använder till exempel 15 kV 16⅔ Hz spänning, medan dansk järnväg använder 25 kV 50 Hz. Gränsen mellan elsystemen finns nära det östra brohuvudet på Lernacken i Sverige, medan gränsen mellan signal- och styrningssystemen finns på Pepparholm. Högertrafik tillämpas på hela Öresundsbanan såsom i Danmark, i motsats till övriga Sverige. Växling mellan vänster- och högertrafik sker sedan 2009 vid en spårportal strax söder om Burlövs station, där norr- och södergående tåg korsar varandra planskilt.
Brons lutning är 1,56 procent, vilket är klart mer än vad som eftersträvas för godståg, framför allt på en högtrafikerad bana som Öresundsbanan där färre men tyngre godståg är önskvärt. De danska EG-loken är sexaxliga för att klara av att dra tunga godståg över Öresund och Stora Bältbron. Även andra lok, såsom BR185, kan dra godståg men vagnvikten är då begränsad till 1800 ton.

### Landanslutningar

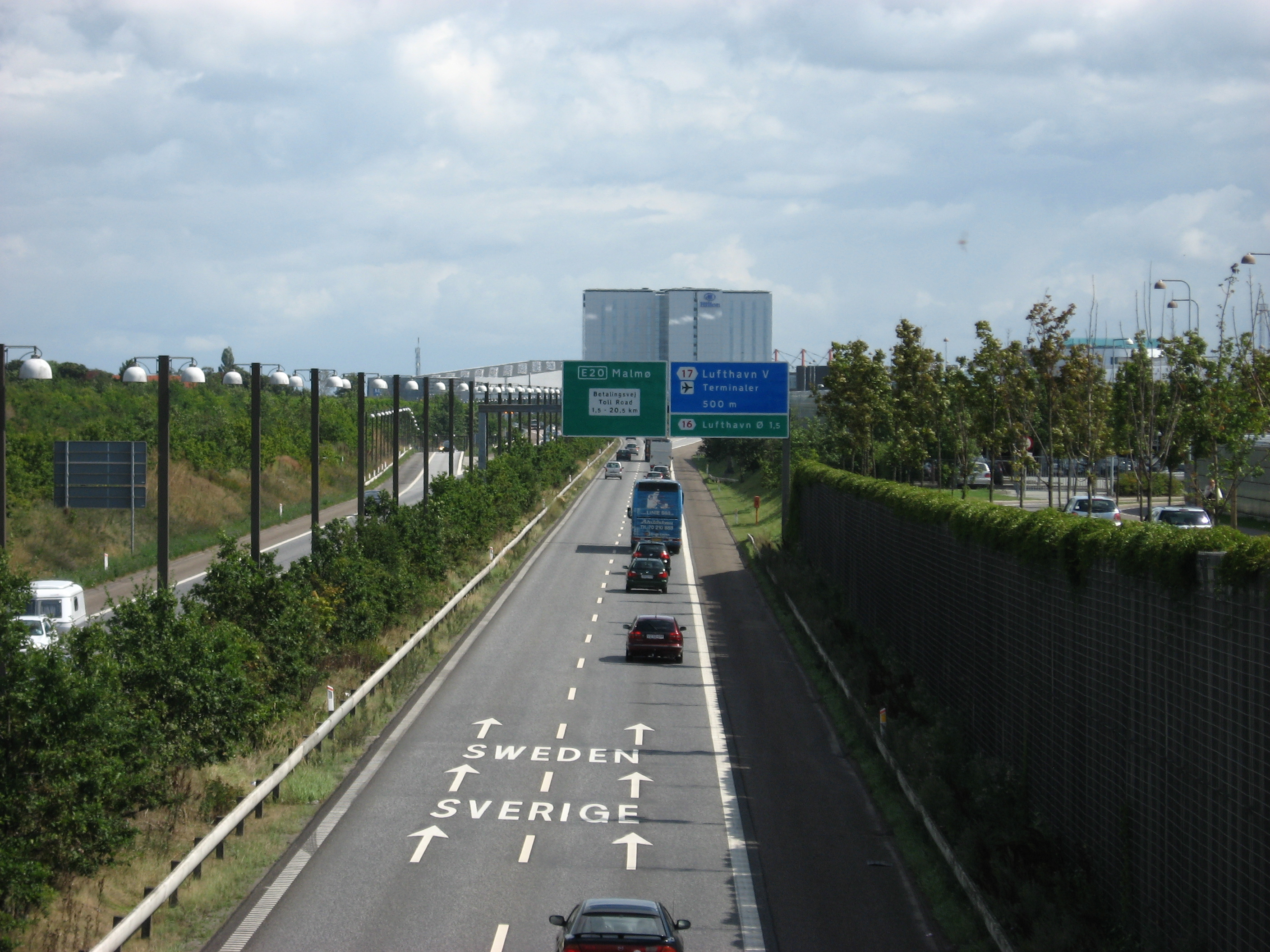
Öresundsmotorvägen förbinder vägnätet i Köpenhamn med Öresundsförbindelsen.

Landanslutningar förbinder Öresundsförbindelsen till svensk respektive dansk väg och järnväg. Motorvägen ansluter till Yttre Ringvägen i Malmö och Öresundsmotorvägen i Köpenhamn. Öresundsbanan ansluter till Citytunneln och Kontinentalbanan på den svenska sidan och Københavns Hovedbanegård på den danska sidan.
På den svenska sidan färdigställdes Citytunneln först i slutet av 2010, mer än tio år efter att Öresundsförbindelsen hade invigts. Dessförinnan var alla tåg tvungna att gå på Kontinentalbanan runt om Malmö. I Malmö var tågen som skulle vidare norrut tvungna att vända eftersom stationen var en säckstation. Genom Citytunneln kan tågen åka direkt mellan Öresundsförbindelsen och Malmö centralstation genom en tunnel under staden.
På den danska sidan finns en järnvägsstation precis vid Kastrups flygplats strax väster om Drogdentunnelns tunnelmynning. Där finns även anslutande spår till en underhållsverkstad. Ett separat godsspår tillåter godståg att passera utan att gå förbi plattformarna. De korsande godstågen minskar dock kapaciteten och ytterligare åtgärder krävs inom överskådlig tid för att öka kapaciteten på järnvägen kring Kastrups flygplats.

## Trafik
Trafiken över Öresundsförbindelsen utgörs av både väg- och tågtrafik. Trafikmängden ökade kraftigt under förbindelsens första år och mättades runt 2008. Sedan dess har trafiken i stort sett legat stabilt, även om en mindre minskning skedde runt 2010 till följd av det försämrade ekonomiska läget.

### Vägtrafik
Vägtrafiken över förbindelsen utgörs huvudsakligen av personbilar samt varu- och lastbilar. En mindre del av trafiken utgörs av bussar och motorcyklar. Ungefär sju miljoner fordon passerar förbindelsen varje år, varav cirka 90 procent är personbilar. Under största delen av året passerar runt en halv miljoner fordon per månad, medan trafiken under sommaren uppgår till mer än 800 000 fordon per månad.
|  | Lastbilar och varubilar |

|  | Bussar |

|  | Personbilar med släp etc |

|  | Bilar |

|  | MC |

### Tågtrafik

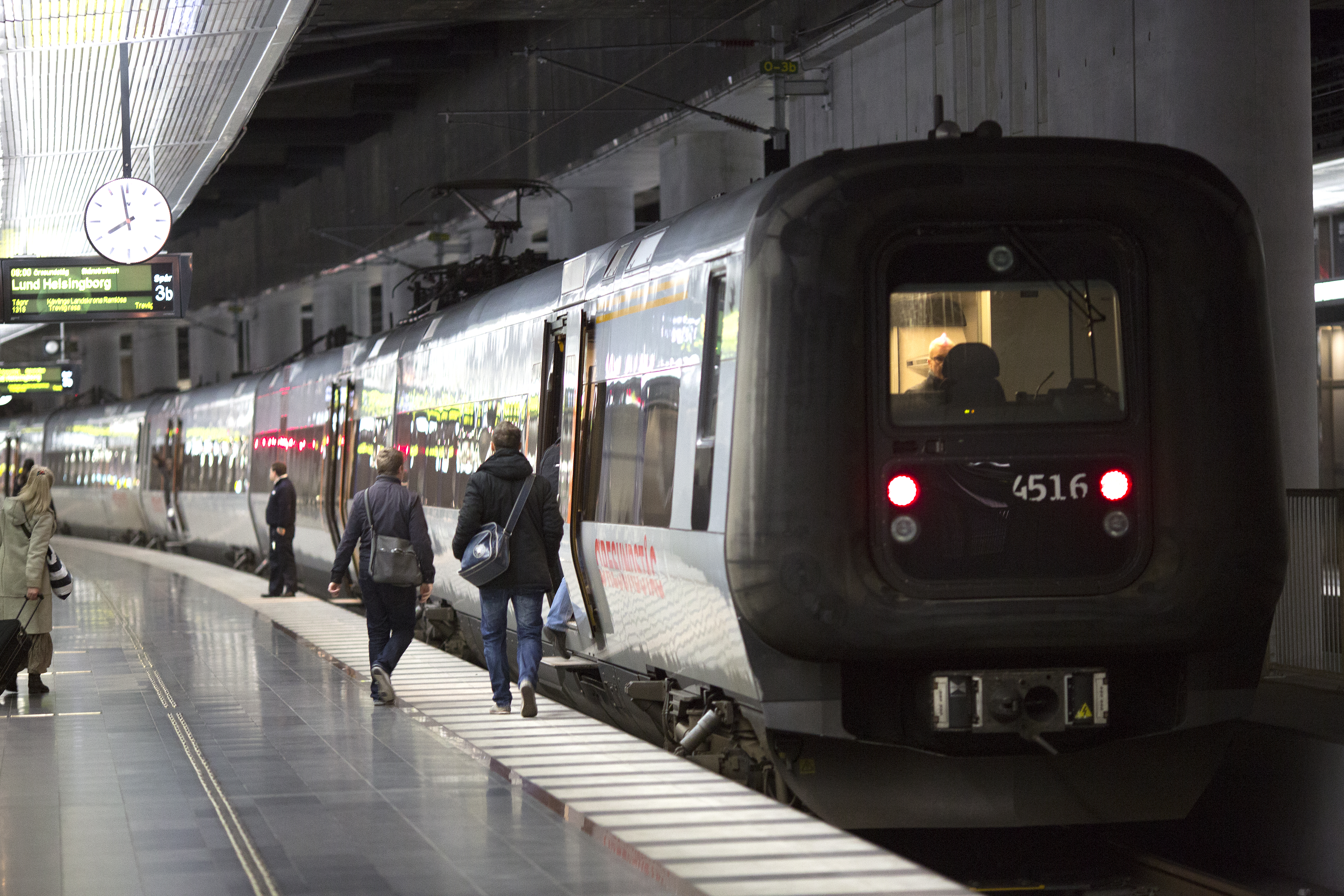
Ett Öresundståg vid Malmö centralstation.

Tågtrafiken över förbindelsen utgörs huvudsakligen av Öresundståg, som är särskilda regionaltåg som köptes in med syfte att trafikera både danska och svenska sidan av sundet. På den danska sidan betjänar Öresundstågen bland annat Kastrups flygplats, Köpenhamn och Helsingör. På den svenska sidan betjänar Öresundstågen de flesta större orterna i Skåne, däribland Malmö, Lund, Helsingborg, Hässleholm och Kristianstad, samt alla större orter längs med sträckorna till Göteborg, Växjö, Kalmar och Karlskrona.
Öresundstågen kör regelbundet under hela dygnet och transporterar ett stort antal pendlare under morgon och kväll. Under större delen av dygnet kör tågen var tjugonde minut, under ett par timmar på natten kör tågen istället timvis och var tionde minut under rusningstrafik.
Utöver Öresundstågen trafikeras Öresundsförbindelsen även av fjärrtåg i form av till exempel X 2000 mellan Köpenhamn och Stockholm. Ett betydande antal godståg trafikerar också förbindelsen.
|  | Godståg |

|  | Persontåg |

|  | Antal tågresor (tusental) per år \| \| Tågresor \| |
|  | Tågresor                                           |

## Finansiering och ägarskap
Byggandet av Öresundsförbindelsen finansierades genom lån, som återbetalas genom vägavgifter och avgifter för tågoperatörerna. Senast 2050 ska hela förbindelsen vara återbetald. Det är dock inte tänkt att bron ska bli avgiftsfri då, utan intäkterna ska finansiera andra väg- och järnvägsprojekt.
Förbindelsen ägs av Öresundsbrokonsortiet, som ansvarar för drift och underhåll. Konsortiet ägs i sin tur i lika delar av den svenska staten genom Svedab (Svensk-Danska Broförbindelsen Svedab Aktiebolag) och den danska staten genom A/S Øresund. Öresundsbrokonsortiets skuld var 2014 25 miljarder SEK, vilket är ungefär samma som byggkostnaden, eftersom vinsten delats ut till ägarna för att återbetala förbindelser på land. Efter 2014 har skulden i viss mån amorterats så att den var 19,8 miljarder år 2019.
Utöver att äga halva konsortiet äger Svedab även de svenska landanslutningarna. Detta innefattar Yttre Ringvägen mellan trafikplats Petersborg och Lernacken, samt Öresundsbanan mellan Fosieby och Lernacken. Dessutom äger Svedab, tillsammans med Trafikverket, Kontinentalbanan mellan Fosieby och Stockholmsvägen. Svedab ansvarar för drift och underhåll av de svenska landanslutningarna och förvaltades ursprungligen av Vägverket och Banverket. Sedan 2008 ligger Svedab direkt under Näringsdepartementet.
A/S Øresund ägs av Sund & Bælt Holding A/S, som är ett danskt statligt aktiebolag. I Sund & Bælt Holding ingår även ägandet av Stora Bältbron och den planerade Fehmarn Bält-förbindelsen.

### Vägavgift

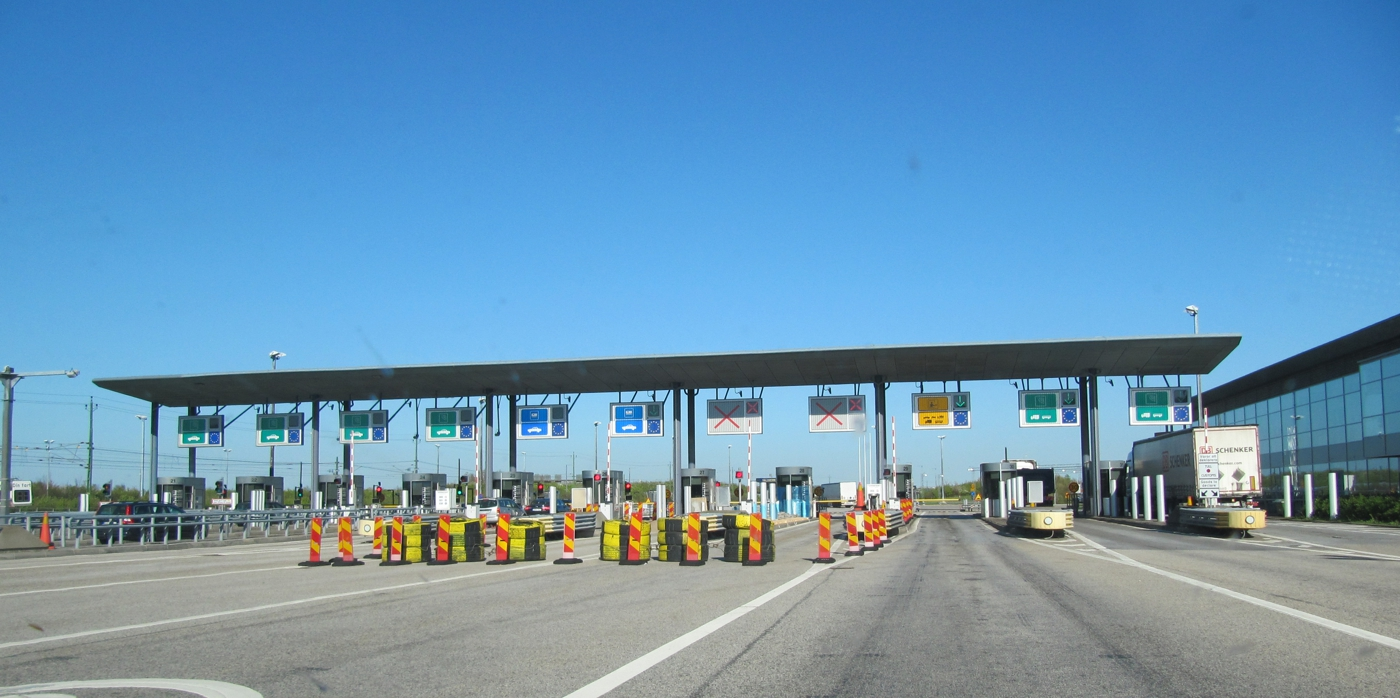
Betalstationen vid Lernacken.

Alla fordon som kör över Öresundsförbindelsen måste betala vägavgift. Detta sker på den svenska sidan av förbindelsen, oavsett riktning. Avgifterna används för drift och underhåll samt avbetalningen av lånen som finansierade förbindelsen. Öresundsbron är världens klart dyraste bro att köra över.
| Fordon                                   | Pris (enkeltur) | Pris (medelvärde vid 40 turer per månad) |
| ---------------------------------------- | --------------- | ---------------------------------------- |
| Motorcykel                               | 390 SEK         |                                          |
| Personbil, fordon max 6 m                | 750 SEK         |                                          |
| Bil max 6 m + Husvagn/Släp, fordon 6–9 m | 1 500 SEK       |                                          |
| Buss över 10 m                           | 2 390 SEK       |                                          |
| Tågbiljett                               | 180 SEK         |                                          |

## Gränsövervakning
Gränsen mellan Danmark och Sverige går cirka 900 m väster om den västra pylonen på Öresundsbron, vilket är omkring 100 m öster om skyltarna för riksgräns som är monterade på närmaste befintliga stolpar.

### Sverige
Eftersom förbindelsen utgör Sveriges riksgräns, utför svenska Tullverket kontroller på fordon direkt efter betalbåsen på Lernacken. Det är dessutom Sveriges mest trafikerade gränsförbindelse. Tullverket gör kontroller vid misstanke om smuggling. Öresundsbron är det svenska landfäste i Europa där flest narkotikabeslag görs. Kontroller i Öresundståg (mot Sverige) förekommer för att hindra narkotika och andra otillåtna varor från att komma in i Sverige.
Under hösten 2015 infördes gränskontroller för passagerare på resa till Sverige. Först infördes gränskontroller på Hyllie, den första svenska järnvägsstationen, samt på tullstationen vid Lernacken. Sedan införde i januari 2016 i svensk lagstiftning via transportöransvar även gränskontroll på den danska sidan före ombordstigning på tåg och buss. Orsaken till dessa kontroller var migrationskrisen i Europa.

### Danmark
Danska tullen genomför inte kontroll på grund av att de bara har i uppgift att ta in skatt på varor från utlandet och att alkohol i Danmark är billigare än i Sverige. Det är danska polisens uppgift att utreda narkotikasmuggling. De gör dock kontroll om de får tips om till exempel smuggling.
Danska tullen har 2011 börjat genomföra stickprovsmässiga tullkontroller vid gränsen. För Öresundsförbindelsens del sker det på den svenska sidan.
Till följd av covid-19-pandemin införde Danmark gränskontroller vid Öresundsbron för resor in i landet den 14 mars 2020. Kontrollerna väntas till en början pågå fram till och med den 13 april 2020. Endast danska medborgare och andra personer med goda skäl att resa in i landet (t.ex. på grund av bostad eller jobb i landet) tillåts passera gränskontrollerna.

### Gränsöverskridande efterföljande
Gränsöverskridande efterföljande för polismyndigheter i respektive länder är tillåtet enligt artikel 41 i Schengenkonventionen.
Ett särskilt avtal mellan Sverige och Danmark har också slutits. Det innebär att båda länders polis får följa efter bilar och följa med tåg, och utföra polisarbete på hela Öresundsförbindelsen.

### Gränskontroller i samband med migrationskrisen
I samband med migrationskrisen i Europa 2015 införde regeringen passkontroller på svenska sidan för resande över Öresundsförbindelsen med stöd i en EU-förordning som ger medlemsstater rätt att införa tillfälliga gränskontroller vid exceptionella omständigheter. Alla kan söka asyl väl vid den svenska gränsen men man fick nu möjlighet att kontrollera och registrera identitet på de som reste in i Sverige. Kort därefter krävde regeringen att transportföretag inför identitetskontroller före ombordstigning på den danska sidan. Ansvaret för att neka personer utan giltig rätt att resa in i Sverige lades därmed på transportföretagen. Resande mellan Danmark och Sverige fick byta tåg för att gå igenom en ID-kontroll på Kastrup. De kontrollernas slopades i maj 2017.

## Framtid
Det finns inga fasta tidssatta planer på en utvidgning av Öresundsförbindelsen eller en ny kompletterande förbindelse. Dock finns flera olika förslag om en ny kompletterande förbindelse.
- En tågtunnel Helsingborg–Helsingör (HH-tunneln) har föreslagits. Helsingborgs kommun har gjort en utredning med kostnadsberäkning och de har reserverat mark mm. Förslaget innehåller en dubbelspårig passagerartågstunnel och en enkelspårig godstågstunnel. En ny järnväg Helsingör-Köpenhamn skulle krävas.
- En metrotunnel Köpenhamn–Malmö har föreslagits, en utvidgning av Köpenhamns metro. En utredning har gjorts på initiativ av Köpenhamns och Malmö stad, som visar att den bör gå att motivera på lite längre sikt.[31][32]
- En tunnel Landskrona-Köpenhamn har i en utredning lyfts fram som ett alternativ. Landskrona ligger ungefär i linje med Köpenhamns norra förorter och en tunnel skulle hypotetiskt kunna dras diagonalt över sundet och ansluta till det danska järnvägsnätet i de norra delarna av den danska huvudstaden. Förslaget bygger på att den sträckningen är den närmsta vägen till Köpenhamn från delarna av Sverige norr om Malmö eftersom den undviker både Helsingör och Malmö. Uppskattningsvis skulle restiden förkortas med ca tio minuter för resenärer från Lund.[33]
- En ny Öresundsförbindelse krävdes 2010 av bl.a. kommunstyrelsens ordförande i Malmö och Socialdemokraternas talesperson i infrastrukturfrågor[34]
- En godstågstunnel mellan Pepparholm och Hvidovre väster om ön Amager, där bland annat Kastrup ligger, har föreslagits av Danmarks dåvarande transportminister Henrik Dam Kristensen[35]. Det finns säkerhetskrav som förbjuder persontåg samtidigt som ett godståg med farligt gods befinner sig i samma tunnelrör. Järnvägssträckan Kastrup-Ørestad är med nuvarande signalsystem nära maxgränsen för sin kapacitet.

## Avbild på svensk sedel
Öresundsförbindelsen finns avbildad på svenska sedlar. Den pryder den svenska 500-kronorssedeln, som gavs ut av Riksbanken i oktober 2016. 

## Förekomst i populärkultur
Dokumentärfilmen Gå på vatten handlar om bygget av bron. 
Den svensk-danska kriminalserien Bron har sin utgångspunkt i ett likfynd på gränslinjen mitt på bron.